# Tilia dasystyla
Espèce
Classification phylogénétique
Tilia dasystyla, le tilleul du Caucase, est une espèce de plantes à fleurs du genre Tilia (les tilleuls) et de la famille des Malvaceae. C'est un arbre dont les feuilles sont caduques.

## Description

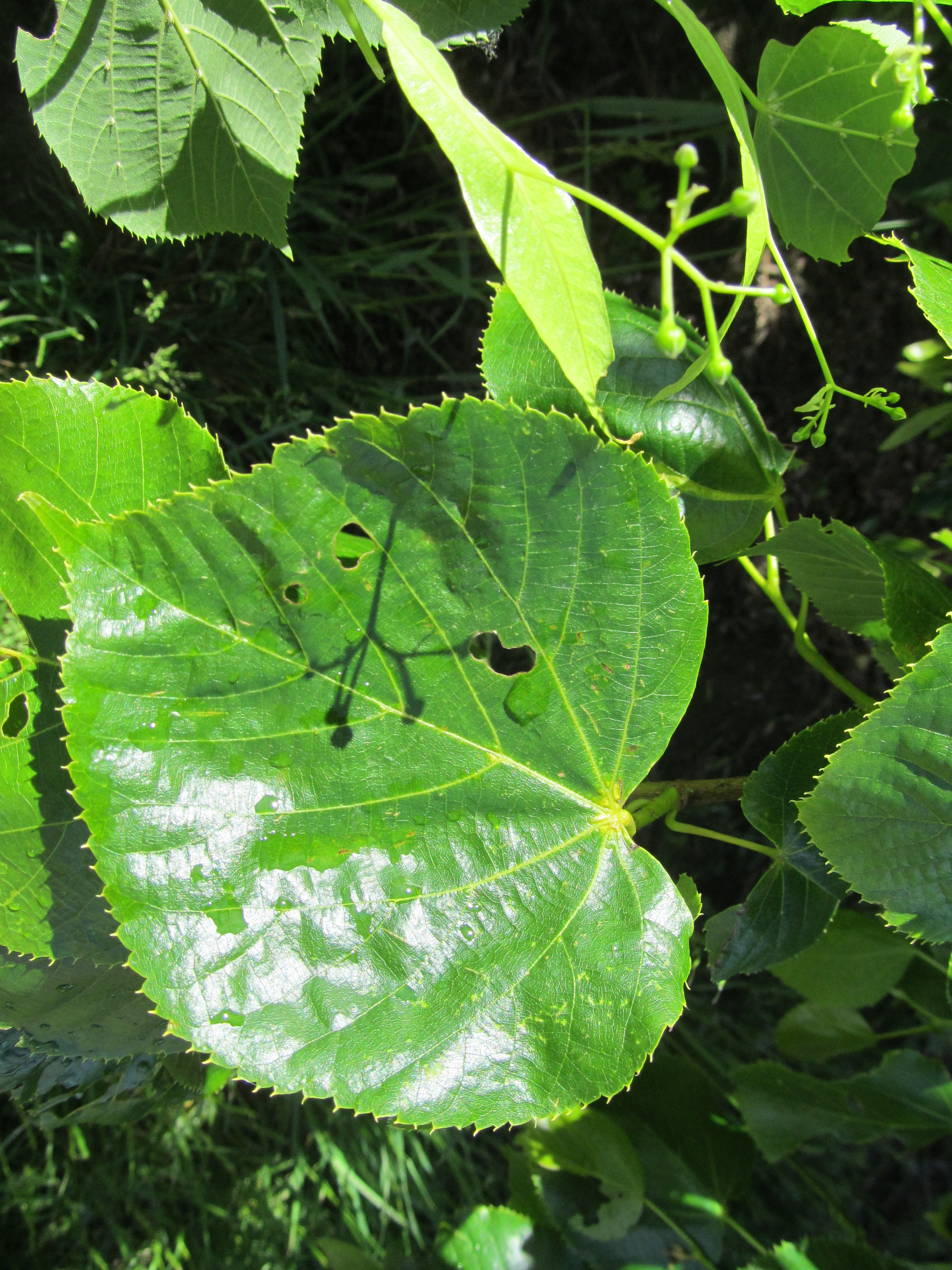
Détail d'une feuille de Tilia dasystyla, 6 cm, dentée, brillante.

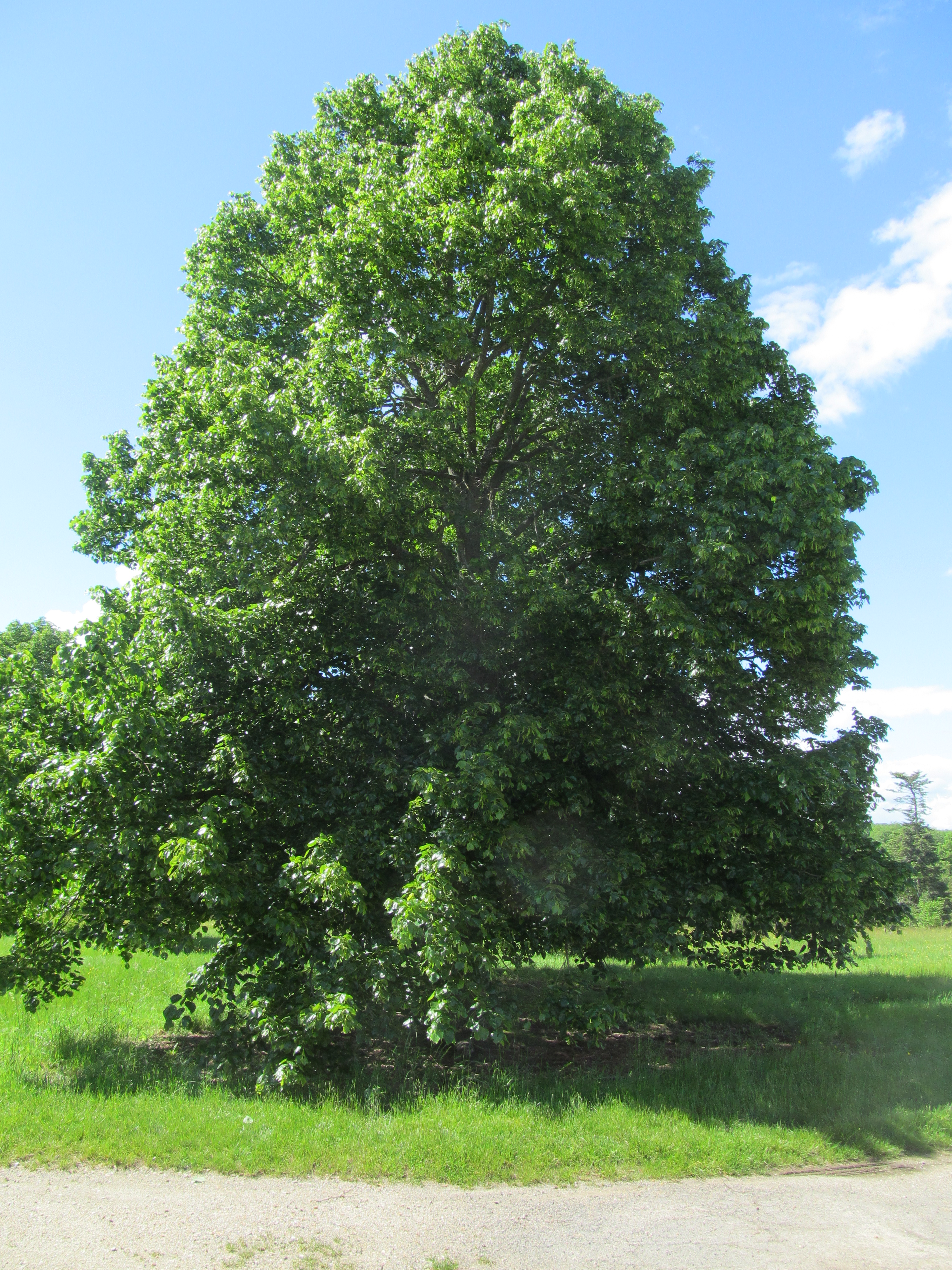
Tilia dasystyla, individu âgé de 40 ans, à l'arboretum de Chèvreloup, en France.

L'arbre adulte a une hauteur de 20–25 m. Le tronc est recouvert d'une écorce grise ou brun foncé. Sur les vieilles branches de l'écorce fissurée, les jeunes branches sont lisses. Les bourgeons sont oblongs, nus, brun foncé, de 4-5  mm de long, 2-3 mm de large. Les pétioles sont minces, nus, de 3-4 mm de long.
L'arbre possède des feuilles de 5 à 6 cm, brillantes, dissymétriques à la base. Elles sont alternées et finement dentées.
Les feuilles mesurent 8-12 cm de long et 5-8 cm de large, et sont asymétriques. Le dessus de la feuille est vert foncé, brillant ; le dessous est vert clair. 
Les nervures sont en relief, avec une pubescence épaisse et des poils jaunâtres simples. Veines primaires et secondaires en 6-8 éléments, veines tertiaires parallèles les unes aux autres.
L'inflorescence est composée de 3-7 fleurs. Les bractées mesurent 7-9 cm de long, 1.5-2 cm de large, lancéolées, nues. Les fleurs ont des  sépales de 3 à 4 mm de long, 1-2 mm de large, lancéolées, apparemment nues, poilues à l'intérieur avec de longs poils blancs, brillants qui ondulent sur les bords. 
Les pétales sont arrondis, se rétrécissant à la base, avec le bord légèrement en dents de scie, 6-6,5 mm de long, 1-1,5 mm de large. Étamines de 6-7 mm de long, extérieur arrondi, pubescent laineux. Fruit dur, pubescent laineux à cinq côtes.

## Écologie et distribution
C'est une essence modérément thermophile, résistante à la sécheresse, qui préfère cependant un climat humide et frais, et un sol légèrement acide ou légèrement alcalin.
L'arbre se trouve dans les forêts de la ceinture de haute montagne et au milieu de chênes, hêtres et pousse parfois sur les rochers.
Tilia Dasystyla pousse naturellement dans le Caucase, au nord de l'Iran, en Turquie et en Crimée. En Ukraine, la limite nord ne connaît que des individus ou de petits groupes isolés. En Crimée, l'arbre ne pousse que sur les pentes des montagnes. La sous-espèce Tilia dasystyla subsp. dasystyla pousse uniquement sur la montagne.

## Sous-espèces
Cette espèce contient les sous-espèces suivantes :
- T. dasystyla subsp. caucasica (synonymes: T. begoniifolia, T. caucasica, T. platyphyllos subsp. caucasica, T. rubra var. begoniifolia, T. rubra subsp. caucasica) - nord de l'Iran, nord-est et ouest de la Turquie, pays de Caucase et Crimée.
- T. dasystyla subsp. dasystyla - Crimée.

## Hybride
Tilia × euchlora est une variété hybride probablement issue de Tilia dasystyla et Tilia cordata, d'origine non connue (pouvant être une ancienne création horticole ou d'origine sauvage, les deux espèces étant sympatriques dans l'aire de distribution naturelle de Tilia dasystyla et s'y hybridant couramment), il a été découvert en 1866 à Berlin. Cet hybride est aujourd'hui fréquemment planté comme arbre d'ornement et d'alignement en Europe. C'est cette variété qu'on nomme souvent « tilleul du Caucase » ou « tilleul de Crimée » en Europe. Il a hérité du feuillage lisse et brillant de Tilia dasystyla qui limite les attaques de pucerons et donc la production de miellat collant et salissant qui s'ensuit.